# Jules-Clément Chaplain
Jules-Clément Chaplain (Mortagne-au-Perche, 12 luglio 1839 – Parigi, 13 luglio 1909) è stato uno scultore e medaglista francese.

## Biografia
Chaplain nacque nel dipartimento dell'Orne nella regione della Bassa Normandia. Nel 1857 entrò nell'École des Beaux-Arts, dove studiò scultura sotto François Jouffroy e medaglismo sotto Eugène Oudiné. Nel 1863, vinse il "Prix de Rome" per l'incisione su medaglie e lavorò a Roma dal 1864 al 1868. Si esibiva regolarmente al "Salon" dal 1863, ricevendo numerosi premi, e nel 1869  ritornò a Parigi, dove trovò immediatamente il successo. 
Nel 1870 fu incaricato dal Ministero della pubblica istruzione, insieme all'archeologo grecista Albert Dumont, di una missione per lo studio e la ricerca dell'origine dei vasi greci dipinti. I due poterono intraprenderla solo dopo la guerra franco-prussiana, dove furono impegnati come ambulanzieri, 
e la condussero in Grecia, Albania e Dalmazia, pubblicandone i risultati nel Journal des savants nel 1872 e 1873.
Nel 1877 venne nominato medaglista ufficiale del governo francese, nel 1878 cavaliere della Legion d'onore e nel 1881 entrò nell'Académie des beaux-arts. Nel 1896, divenne direttore artistico della Manufacture nationale de Sèvres e nel 1900 un comandante della Légion d'honneur.
Chaplain ritrasse ogni presidente della Francia da Patrice de Mac-Mahon, nel 1877, fino a Émile Loubet, nel 1899. Inoltre, ricevette la commissione per l'incisione della medaglia d'oro commemorativa della visita ufficiale del 1896 dello zar Nicola II di Russia è stata definita "un capolavoro e una delle più belle mai incise".
Suoi sono i conii delle monete d'oro da 10 e 20 franchi francesi coniati dalla Terza Repubblica dal 1898 al 1914. La moneta aveva al dritto la Marianne, simbolizzazione della Francia e al rovescio un gallo. Fu l'ultima emissione in oro del franco germinale.
In occasione dei Giochi della I Olimpiade, si occupò della realizzazione e dell'incisione delle medaglie d'argento consegnate come premio per i vincitori delle gare della manifestazione.
|  |  |  |